# ハッピーライフ
『ハッピーライフ』は、175Rのメジャーデビューシングル。販売元は東芝EMI（現・EMIミュージック・ジャパン）。

## 概要
- 前作はSHAKALABBITSとの共作であるため、175R単独では「From North Nine States」以来のリリースで、2枚目のシングルとなる。
- メジャーデビューシングルにして、オリコンチャート初登場1位を獲得した。
- シングルとしては「空に唄えば」に次いで2番目の売り上げ。

## 収録曲
全曲とも作詞・作曲：SHOGO／編曲：佐久間正英、175R。
1. ハッピーライフ
2. ビューティフルデイズ
3. smash
4. SAKURA (I Love POTSHOT ver.)